# پوریو ماکسیلا
پوریو ماکسیلا (انگلیسی: Poerio Mascella; ۱۹۴۹/۱۹۵۰ – ۱ نوامبر ۲۰۲۱ (۷۱ سال)) بازیکن فوتبال اهل ایتالیا بود.
از باشگاه‌هایی که در آن بازی کرده‌است می‌توان به باشگاه فوتبال باری، باشگاه فوتبال پیستویزه، باشگاه فوتبال مونتسا، باشگاه فوتبال کومو، باشگاه فوتبال لیورنو، باشگاه فوتبال ترنانا، و باشگاه فوتبال وارزه اشاره کرد.